# ديفيد سكوش
ديفيد سكوش (بالتشيكية: David Škoch)‏ مواليد 6 نوفمبر 1976 في تشيكوسلوفاكيا، هو لاعب كرة مضرب تشيكي بدأ مسيرته كمحترف سنة 1994 يلعب باليد اليمنى. أعلى تصنيف له في الفردي كان المركز الـ 133 في سنة 1997.

## روابط خارجية
- ديفيد سكوش على موقع رابطة محترفي التنس (الإنجليزية)
- ديفيد سكوش على موقع الاتحاد الدولي لكرة المضرب (الإنجليزية)
- ديفيد سكوش على موقع خلاصة التنس.كوم (الإنجليزية)